# Región de Polog
La región de Polog es una de las ocho regiones estadísticas de Macedonia del Norte. Polog se encuentra en la parte noroeste del territorio de este Estado. Limita internacionalmente con la República de Albania y con Serbia (con la región de Kosovo. Mientras que dentro de su país limita internamente con las regiones estadísticas de Skopie y con la Región del Sudoeste.

## Municipalidades
Internamente, la región de Polog se subdivide en un total de nueve municipalidades, las municipalidades son las entidades que conforman la organización territorial oficial de Macedonia del Norte. Las nueve que componen a esta región estadística son las siguientes:
1. Bogovinje
2. Brvenica
3. Gostivar
4. Jegunovce
5. Mavrovo y Rostuša
6. Tearce
7. Tetovo
8. Vrapčište
9. Želino